# Femte helikopterskvadronen
Femte helikopterskvadron (5. hkpskv) är ett helikopterdetachement inom svenska flygvapnet som verkade i olika former åren 2000–2009. Förbandsledningen var förlagd till Säve flygplats i Göteborgs garnison.

## Historik
Femte helikopterskvadronen har sitt arv och ursprung från Göta helikopterbataljon. Inför försvarsbeslutet 2000 föreslog regeringen att den framtida helikopterverksamheten skulle bestå av två större enheter och en mindre enhet för helikopterförbanden. De två större enheterna skulle vara fördelade på markoperativ inriktning och sjöoperativ inriktning. Medan den mindre enheten skulle ha subarktisk förmåga. Bakgrunden till regeringens förslag till att reducera antalet bataljoner, var den materielplan av omsättning av helikoptersystem. Där det 2002 planerades att påbörja en nyanskaffning av helikoptersystem, och successivt reducera de då till antalet 110 helikoptrarna till beräknat 65–70 helikoptrar. I fråga om lokalisering av de kvarvarande helikopterförbanden ansåg regeringen att det av kostnadsskäl vore olämpligt att flytta verksamhet till en plats som saknade infrastruktur. Vidare ansåg regeringen att den markoperativa helikopterverksamheten borde lokaliseras till en plats för att underlätta samverkan med mekaniserade förband, samt den då planerade luftburna bataljonen i Karlsborg. Den sjöoperativa enheten ansågs lokaliseras för att möjliggöra samverkan med den marina verksamheten, där Haninge/Berga ansågs utgöra en bättre ändamålsenlig lokalisering jämfört med Ronneby/Kallinge. Ett av huvudskälen till Haninge/Berga även var det centrala läget på Sveriges östkust med flest övningsområden. Därav föreslog regeringen att Norrlands helikopterbataljon och Göta helikopterbataljon skulle upplösas och avvecklas. Dock ansåg regeringen att den verksamhet som Göta helikopterbataljon hade på Säve skulle kvarstå fram till 2003. Det med anledning att man inte ville nyinvestera för omlokaliseringar av gamla helikopterbeståndet.
Den 30 juni 2000 avvecklades Göta helikopterbataljon, och övergick den 1 juli 2000 till en avvecklingsorganisation. Avvecklingsorganisationen skulle verka fram den 31 december 2001, men kom att upphöra redan den 30 juni 2001. Den verksamhet på Säve som skulle kvarstå i organisationen övergick den 1 juli 2000 till att verka som Femte helikopterskvadronen. Och linjeorganisationen löd helikopterskvadronen under staben Svea helikopterbataljon (2. hkpbat). Vilken våren 2004 reducerades även den till en helikopterskvadronen.
Inför försvarsbeslutet 2004 föreslog regeringen att minska antalet helikopterbaser, det med anledningen att den då pågående materielomsättningen av helikoptersystem, som på sikt skulle medföra att helikopterflottan skulle bestå av drygt 50 helikoptrar. Där av ansåg regeringen att det var nödvändigt att minska antalet helikopterbaser i syfte att behålla en rationell organisation. I samma proposition föreslog regeringen att ledningen för Helikopterflottiljen skulle bibehållas i Malmen/Linköping, dit även den markoperativa helikopterverksamheten skulle koncentreras. Den sjöoperativa helikopterverksamheten vill man omlokalisera till Ronneby, och subarktiska helikopterverksamheten till Luleå. Regeringens förslag innebar att tre orter skulle lämnas, Boden, Berga och Göteborg/Säve. Vidare ansåg regeringen att militär flygräddning borde finnas baserade vid flygflottiljerna, F 7, F 17 och F 21. Då det stod klart att Försvarsmaktens helikopterförband skulle lämna både Haninge/Berga samt Göteborg/Säve övergick de båda förbanden till att verka som en avvecklingsorganisation. Verksamheten i Göteborg påbörjade omställningen med en flytt av helikopterverksamheten till F 7 i Såtenäs, samt avveckla förbandet i Göteborg/Säve. Den 28 april 2006 avslutades en mer än 30-årig epok vid Säve, då Helikopterflottiljen genom överlämningsceremoni överlämnade sjöräddningsberedskap till Norrlandsflyg. Formellt övertog Norrlandsflyg sjöräddningsberedskapen kl. 08.00 den 1 maj 2006. Lars Blom blev den sista skvadronschefen i Göteborg/Säve.
År 2009 upplöstes och avvecklades Femte helikopterskvadron som egen helikopterskvadron. Helikopterverksamheten vid Såtenäs kom istället bli en del av Tredje helikopterskvadronen.

## Verksamhet
Femte helikopterskvadronen var en helikopterskvadroner ingående i Helikopterflottiljen där är med huvuddelen (inklusive skvadronsledning) var lokaliserad till Säve depå, men med en mindre enhet vid Skaraborgs flygflottilj (F 7). Skvadronen närhet till västkusten och Västerhavet gjorde att förbandet ansvarade för Helikopterflottiljens sjöoperativa inriktning och var utrustad med Hkp 10 (sjöoperativ inriktning). Efter att Femte helikopterskvadronen omlokaliserades till Lidköping/Såtenäs kom dess roll övergå till en markoperativ resurs. 

## Flygsystem vid förbandet
- Helikopter 10 (Hkp 10C), medeltung transporthelikopter [b]

## Förbandschefer
- 2000–2005: Örlogskapten Jan Ljungholm Säve
- 2005–2009: Örlogskapten Lars Blom Säve/Såtenäs
- 2009–2012: Örlogskapten Lars Blom Såtenäs som ställföreträdande chef Tredje helikopterskvadron

## Namn, beteckning och förläggningsort
| Femte helikopterskvadronen | 2000-07-01 | – | 2009-??-?? |

| 5. hkpskv | 2000-07-01 | – | 2009-??-?? |

| Säve flygplats (F)    | 2000-07-01 | – | 2006-04-30 |
| Såtenäs flygplats (F) | 2006-06-01 | – | 2009-??-?? |